# 다카라즈카 가극단 42기생
다카라즈카 가극단 42기생은 1955년에 다카라즈카 가극단에 입단하여, 『잠자는 미녀』『봄의 춤』으로 초무대를 밟은 36명을 가리킨다.

## 개요
기 기수에 배우 카노 사쿠라가 입단하였다.
1980년 미요시노 카즈야의 퇴단으로 42기생 전원 퇴단하였다.

## 일람
| 예명            | 생일      | 출신지                 | 출신 학교                           | 예명의 유래                                                                                         | 애칭               | 역할 | 퇴단년도 | 비고비고 |
| --------------- | --------- | ---------------------- | ----------------------------------- | --------------------------------------------------------------------------------------------------- | ------------------ | ---- | -------- | --- |
| 明津珠女        | 1월 15일  | 효고현 고베시          | 오카야마현립 난카이고등학교         | 만요슈                                                                                              | 파-코              |      | 1959년   | 남편 재즈 피아니스트ㆍ해먼드 오르간 연주자 오조네 미노루 아들 재즈 피아니스트 오조네 마코토 아들 색소폰 연주자 오조네 케이 |
| 아키츠 타마메   | 1월 15일  | 효고현 고베시          | 오카야마현립 난카이고등학교         | 만요슈                                                                                              | 파-코              |      | 1959년   | 남편 재즈 피아니스트ㆍ해먼드 오르간 연주자 오조네 미노루 아들 재즈 피아니스트 오조네 마코토 아들 색소폰 연주자 오조네 케이 |
| 東恭子          | 3월 20일  | 교토부 교토시          | 카슈여자중학교                      | 숙모가 명명                                                                                         | 아치코, 유키짱     |      | 1958년   | |
| 아즈마 쿄코     | 3월 20일  | 교토부 교토시          | 카슈여자중학교                      | 숙모가 명명                                                                                         | 아치코, 유키짱     |      | 1958년   | |
| 安宅関子        | 1월 5일   | 도쿄도                 | 코난죠시가쿠엔                      | 숙모의 예명을 계승                                                                                  | 신코               |      | 1957년   | 동생 아키 카오루 (50) 동생 아키 쿄코 (52)                                                                                  |
| 아타카 세키코   | 1월 5일   | 도쿄도                 | 코난죠시가쿠엔                      | 숙모의 예명을 계승                                                                                  | 신코               |      | 1957년   | 동생 아키 카오루 (50) 동생 아키 쿄코 (52)                                                                                  |
| 泉多歌子        | 4월 22일  | 효고현 아마가사키시    | 아마가사키시립 아카마가사키고등학교 | 「솟아나오는 샘물처럼 신선하게 당신의 노래에 정진하도록」이라고, 타케우치 히데요시가 명명           | 이나미, 타-코      |      | 1964년   | |
| 이즈미 타카코   | 4월 22일  | 효고현 아마가사키시    | 아마가사키시립 아카마가사키고등학교 | 「솟아나오는 샘물처럼 신선하게 당신의 노래에 정진하도록」이라고, 타케우치 히데요시가 명명           | 이나미, 타-코      |      | 1964년   | |
| 一色碧          | 1월 5일   | 효고현                 | 타츠노고등학교                      | 초대 오노에 사쿠라가 명명                                                                           | 토요코짱           |      | 1962년   | |
| 잇시키 미도리   | 1월 5일   | 효고현                 | 타츠노고등학교                      | 초대 오노에 사쿠라가 명명                                                                           | 토요코짱           |      | 1962년   | |
| 歌敷孝子        | 5월 7일   | 효고현                 | 고베시립니시다이중학교              | | 타카시짱           |      | 1961년   | 딸 우타시키 아야카 (67) |
| 우타시키 타카코 | 5월 7일   | 효고현                 | 고베시립니시다이중학교              | | 타카시짱           |      | 1961년   | 딸 우타시키 아야카 (67) |
| 歌園いすゞ      | 8월 6일   | 효고현                 | 무코가와가쿠인                      | 흐드러지게 핀 명곡의 화원에 사숙하여 코시엔의 함성을 넘어 사방에 울려 퍼지는 좋은 노랫소리를 꿈꾸며 | 도리짱, 도이짱     |      | 1961년   | 남편 전 프로야구선수 카와즈 켄이치 쌍둥이 딸 스즈나 미오 (76) 쌍둥이 딸 스즈나 사야 (76)                                   |
| 우타조노 이스즈 | 8월 6일   | 효고현                 | 무코가와가쿠인                      | 흐드러지게 핀 명곡의 화원에 사숙하여 코시엔의 함성을 넘어 사방에 울려 퍼지는 좋은 노랫소리를 꿈꾸며 | 도리짱, 도이짱     |      | 1961년   | 남편 전 프로야구선수 카와즈 켄이치 쌍둥이 딸 스즈나 미오 (76) 쌍둥이 딸 스즈나 사야 (76)                                   |
| 沖白帆          | 12월 25일 | 와카야마현             | 오사카시립히라노중학교              | 엄마가 명명                                                                                         | 쿙짱               |      | 1962년   | |
| 오키 시라호     | 12월 25일 | 와카야마현             | 오사카시립히라노중학교              | 엄마가 명명                                                                                         | 쿙짱               |      | 1962년   | |
| 佳島史枝        | 4월 26일  | 기후현 기후시          | 기후시립카노중학교                  | | 사카에짱           |      | 1957년   | |
| 카시마 후미에   | 4월 26일  | 기후현 기후시          | 기후시립카노중학교                  | | 사카에짱           |      | 1957년   | |
| 加茂さくら      | 7월 16일  | 도쿄도 미나토구        | 오오키고등학교                      | 平井房人가 명명                                                                                     | 테루짱             | 여역 | 1971년   | 동생 카모 미도리 (45) |
| 카모 사쿠라     | 7월 16일  | 도쿄도 미나토구        | 오오키고등학교                      | 平井房人가 명명                                                                                     | 테루짱             | 여역 | 1971년   | 동생 카모 미도리 (45) |
| 北青実          | 8월 19일  | 홋카이도               | 키타호시가쿠엔고등학교              | 홋카이도에서 따와서 아시하라 쿠니코 (18)가 명명                                                     | 유키탄             |      | 1959년   | |
| 키타 아오미     | 8월 19일  | 홋카이도               | 키타호시가쿠엔고등학교              | 홋카이도에서 따와서 아시하라 쿠니코 (18)가 명명                                                     | 유키탄             |      | 1959년   | |
| 早乙女寿美江    | 6월 14일  | 도쿄도                 | 무사시노죠시가쿠인                  | 좋아하는 "寿"자를 본명과 합침                                                                       | 오토메짱, 오토메고 |      | 1959년   | |
| 사오토메 스미에 | 6월 14일  | 도쿄도                 | 무사시노죠시가쿠인                  | 좋아하는 "寿"자를 본명과 합침                                                                       | 오토메짱, 오토메고 |      | 1959년   | |
| 志摩好美        | 7월 28일  | 오사카부               | 바이카가쿠엔                        | | 오-탄              |      | 1971년   | 개명 후, 시마 미호 (志摩美帆)                                                                                              |
| 시마 요시코     | 7월 28일  | 오사카부               | 바이카가쿠엔                        | | 오-탄              |      | 1971년   | 개명 후, 시마 미호 (志摩美帆)                                                                                              |
| 島村葉子        | 12월 7일  | 도쿄도                 | 다카라즈카중학교                    | | 쿠로짱             |      | 1958년   | 아빠 경연극 작가 시마무라 류조 남편 하나 하지메                                                                            |
| 시마무라 요우코 | 12월 7일  | 도쿄도                 | 다카라즈카중학교                    | | 쿠로짱             |      | 1958년   | 아빠 경연극 작가 시마무라 류조 남편 하나 하지메                                                                            |
| 澄空りえか      | 1월 3일   | 도쿄도                 | 도쿄여자고등학교                    | 콘도 레이코가 명명                                                                                  | 요코짱             |      | 1959년   | |
| 스미조라 리에카 | 1월 3일   | 도쿄도                 | 도쿄여자고등학교                    | 콘도 레이코가 명명                                                                                  | 요코짱             |      | 1959년   | |
| 園浅慈          | 3월 9일   | 효고현 니시노미야시    | 니시노미야시립 니시노미야고등학교   | | 타케짱             |      | 1960년   | |
| 소노 아사지     | 3월 9일   | 효고현 니시노미야시    | 니시노미야시립 니시노미야고등학교   | | 타케짱             |      | 1960년   | |
| 宝美千代        | 4월 15일  | 효고현 다카라즈카시    | 바이카가쿠엔                        | 다카라즈카에서 태어났기 때문에 엄마가 명명                                                          | 이마이짱, 치에코짱 |      | 1959년   | 언니 츠키카게 미사 (36) |
| 타카라 미치요   | 4월 15일  | 효고현 다카라즈카시    | 바이카가쿠엔                        | 다카라즈카에서 태어났기 때문에 엄마가 명명                                                          | 이마이짱, 치에코짱 |      | 1959년   | 언니 츠키카게 미사 (36) |
| 千草千代        | 1월 9일   | 오사카부               | 토요나카고등학교                    | 시라이 테츠조가 명명                                                                                | 야마짱, 보우야     |      | 1959년   | |
| 치구사 치요     | 1월 9일   | 오사카부               | 토요나카고등학교                    | 시라이 테츠조가 명명                                                                                | 야마짱, 보우야     |      | 1959년   | |
| 千波淳          | 5월 2일   | 도쿄도                 | 릿쇼죠가쿠엔                        | 오오무라 준지가 고안                                                                                | 얏코, 아츠코       |      | 1969년   | 동생 치나미 시즈카 (44) 동생 치나미 카오루 (48) 조카 치나미 유우 (76                                                       |
| 치나미 준       | 5월 2일   | 도쿄도                 | 릿쇼죠가쿠엔                        | 오오무라 준지가 고안                                                                                | 얏코, 아츠코       |      | 1969년   | 동생 치나미 시즈카 (44) 동생 치나미 카오루 (48) 조카 치나미 유우 (76                                                       |
| 月野てるこ      | 4월 21일  | 효고현 고베시          | 나가타고등학교                      | 시라이 테츠조가 명명                                                                                | 마코               |      | 1959년   | 딸 오오미네 마유 (68) |
| 츠키노 테루코   | 4월 21일  | 효고현 고베시          | 나가타고등학교                      | 시라이 테츠조가 명명                                                                                | 마코               |      | 1959년   | 딸 오오미네 마유 (68) |
| 鼓京子          | 9월 2일   | 효고현 아마가사키시    | 무코가와죠시가쿠인                  | 부모님이 명명                                                                                       | 키요짱             |      | 1955년   | |
| 츠즈미 쿄코     | 9월 2일   | 효고현 아마가사키시    | 무코가와죠시가쿠인                  | 부모님이 명명                                                                                       | 키요짱             |      | 1955년   | |
| 夏亜矢子        | 1월 21일  | 아이치현 나고야시      | 킨죠가쿠인고등학교                  | | 나카짱             | 여역 | 1964년   | 시누이 미요시노 카즈야 (42) 딸 나츠 마리코 (72)                                                                            |
| 나츠 아야코     | 1월 21일  | 아이치현 나고야시      | 킨죠가쿠인고등학교                  | | 나카짱             | 여역 | 1964년   | 시누이 미요시노 카즈야 (42) 딸 나츠 마리코 (72)                                                                            |
| 旗雲朱美        | 12월 5일  | 도쿄도                 | 릿쿄죠가쿠인고등학교                | | 요-짱              | 남역 | 1958년   | 동화・뮤지컬 작가 야마자키 요우코                                                                                          |
| 하타구모 아케미 | 12월 5일  | 도쿄도                 | 릿쿄죠가쿠인고등학교                | | 요-짱              | 남역 | 1958년   | 동화・뮤지컬 작가 야마자키 요우코                                                                                          |
| 初川かすみ      | 3월 11일  | 히로시마현             | 세이가오카고등학교                  | | 카스미짱           |      | 1961년   | 딸 하나오카 미유키 (74) |
| 하츠카와 카스미 | 3월 11일  | 히로시마현             | 세이가오카고등학교                  | | 카스미짱           |      | 1961년   | 딸 하나오카 미유키 (74) |
| 花里いづみ      | 7월 20일  | 야마구치현             | 시모노세키바이코죠가쿠엔            | 히키다 이치로가 선정                                                                                | 맛키, 시-짱        |      | 1959년   | |
| 하나자토 이즈미 | 7월 20일  | 야마구치현             | 시모노세키바이코죠가쿠엔            | 히키다 이치로가 선정                                                                                | 맛키, 시-짱        |      | 1959년   | |
| 双葉香          | 11월 3일  | 도쿄도                 | 다이토가쿠엔 중등부                 | | 하코짱, 베비-      |      | 1959년   | |
| 후타바 카오리   | 11월 3일  | 도쿄도                 | 다이토가쿠엔 중등부                 | | 하코짱, 베비-      |      | 1959년   | |
| 宝城清子        | 3월 19일  | 야마구치현             | 시모노세키히가시고등학교            | 출생지에서 따옴                                                                                     | 키요짱             |      | 1957년   | |
| 호우죠 키요코   | 3월 19일  | 야마구치현             | 시모노세키히가시고등학교            | 출생지에서 따옴                                                                                     | 키요짱             |      | 1957년   | |
| 三島節子        | 2월 11일  | 교토부 교토시          | 세이카죠시가쿠엔                    | | 셋짱               |      | 1963년   | |
| 미시마 세츠코   | 2월 11일  | 교토부 교토시          | 세이카죠시가쿠엔                    | | 셋짱               |      | 1963년   | |
| 緑川由美        | 8월 25일  | 오카야마현             | 조산고등학교                        | 하카마의 녹색과, 무코가와의 강을 따서 오빠가 명명                                                   | 논코, 논짱         |      | 1963년   | |
| 미도리카와 유미 | 8월 25일  | 오카야마현             | 조산고등학교                        | 하카마의 녹색과, 무코가와의 강을 따서 오빠가 명명                                                   | 논코, 논짱         |      | 1963년   | |
| 都乃錦          | 1월 17일  | 도쿄도                 | 쥬몬지고등학교                      | 시라이 테츠조가 명명                                                                                | 이치도우야         |      | 1965년   | 개명 후, 미야코 니시키 (都にしき)                                                                                          |
| 미야시노 니시키 | 1월 17일  | 도쿄도                 | 쥬몬지고등학교                      | 시라이 테츠조가 명명                                                                                | 이치도우야         |      | 1965년   | 개명 후, 미야코 니시키 (都にしき)                                                                                          |
| 美吉野一也      | 6월 30일  | 도쿄도                 | 타케노다이고등학교                  | | 미코탄             |      | 1980년   | 조카 나츠 마리코 (72) 시누이 나츠 아야코 (42)                                                                              |
| 미요시노 카즈야 | 6월 30일  | 도쿄도                 | 타케노다이고등학교                  | | 미코탄             |      | 1980년   | 조카 나츠 마리코 (72) 시누이 나츠 아야코 (42)                                                                              |
| 村雨千鶴        | 10월 31일 | 효고현                 | 고베시립니시다이중학교              | 고베시 스마구                                                                                       | 아코짱             |      | 1969년   | 神戸須磨・国宝村雨堂 |
| 무라사메 치즈루 | 10월 31일 | 효고현                 | 고베시립니시다이중학교              | 고베시 스마구                                                                                       | 아코짱             |      | 1969년   | 神戸須磨・国宝村雨堂 |
| 八雲月路        | 4월 11일  | 카나가와현 요코하마시  | 요코하마공립가쿠엔                  | 아빠의 출신지에서 따옴. 야구모는 코이즈미 야쿠모                                                    |                    |      | 1958년   | |
| 야구모 츠키지   | 4월 11일  | 카나가와현 요코하마시  | 요코하마공립가쿠엔                  | 아빠의 출신지에서 따옴. 야구모는 코이즈미 야쿠모                                                    |                    |      | 1958년   | |
| 芳原治登        | 1월 22일  | 효고현                 | 니시노미야타이샤중학교              | 요시하라 지로가 명명                                                                                | 엣짱               |      | 1970년   | 개명 후, 하나노 미야코 (花野都)                                                                                            |
| 요시하라 하루토 | 1월 22일  | 효고현                 | 니시노미야타이샤중학교              | 요시하라 지로가 명명                                                                                | 엣짱               |      | 1970년   | 개명 후, 하나노 미야코 (花野都)                                                                                            |
| 和歌鈴子        | 12월 6일  | 효고현                 | 고베쇼인죠시가쿠인                  | 코바야시 이치조가 명명                                                                              | 미츠짱             |      | 1964년   | 배우. 남편 아마노 신지 딸 배우,가수 마츠모토 유리                                                                          |
| 와카 스즈코     | 12월 6일  | 효고현                 | 고베쇼인죠시가쿠인                  | 코바야시 이치조가 명명                                                                              | 미츠짱             |      | 1964년   | 배우. 남편 아마노 신지 딸 배우,가수 마츠모토 유리                                                                          |
| 若尾鮎子        | 9월 12일  | 오사카부오사카시사카시 | 후쿠시마중학교                      | 제니타니 노부아키가 명명                                                                            | 오네에짱           |      | 1963년   | 남편 다카라즈카 가극단 음향감독 마츠나가 히로시                                                                            |
| 와카오 아유코   | 9월 12일  | 오사카부오사카시사카시 | 후쿠시마중학교                      | 제니타니 노부아키가 명명                                                                            | 오네에짱           |      | 1963년   | 남편 다카라즈카 가극단 음향감독 마츠나가 히로시                                                                            |